# Шведське агентство з питань міжнародної співпраці та розвитку
Шведське агентство з питань міжнародної співпраці та розвитку (швед. Styrelsen för internationellt utvecklingssamarbete, SIDA)  — урядове агентство Міністерства закордонних справ Швеції, яке опікується розвитком співпраці у всьому світі. SIDA відповідає за організацію основної частини офіційної допомоги Швеції для країн, що розвиваються.
Серед основних видів діяльності:
- підтримка соціальних, правових та економічних реформ,
- професійна освіта для молоді та безробітних,
- покращення базової інфраструктури, зокрема в галузі здоров’я та водопостачання,
- розвиток сільської місцевості.

SIDA представлено відділом з питань розвитку співробітництва в посольстві Швеції в Україні.